# 88-я отдельная механизированная бригада
88-я отдельная механизированная бригада (укр. 88-ма окрема механізована бригада, сокр. 88 ОМБр) — тактическое соединение Сухопутных войск Украины.

## История
Бригада сформирована в начале 2023 года.
С 6 августа 2024 года бригада принимает участие в наступлении ВСУ в Курской области.
По информации издания Forbes, ссылающегося на волонтёрский проект MilitaryLand, Генштаб Украины опроверг существование бригады. Они приходят к выводу, что либо бригада является частью психологических операций, либо на самом деле имеет размер роты или даже взвода.

## Вооружение
Вооружена танками Т-64БВ, боевыми машинами пехоты БМП-1, MRAP Panthera F9, HMMWV, МТ-ЛБ, противотанковыми пушками МТ-12, ПТРК Стугна-П, ПЗРК RBS-70, зенитными установками ЗУ-23-2.